# Agapanthia gemella
Agapanthia gemella là một loài bọ cánh cứng trong họ Cerambycidae.